# Mesadenus lucayanus
Mesadenus lucayanus là một loài thực vật có hoa trong họ Lan. Loài này được (Britton) Schltr. mô tả khoa học đầu tiên năm 1920.